# Sedudu
Sedudu (Namíbiában Kasikili) sziget a Namíbia és Botswana határát képező Chobe-folyón a botswanai  Kasane közelében. A sziget státusza korábban területi vita tárgyát képezte, amit a felek a hágai Nemzetközi Bíróság (ICJ) elé vittek. A vitában a Nemzetközi Bíróság 1999-ben Botswana javára döntött. A szigetet Namíbiában Kasikili néven, Botswanában Sedudu néven ismerik. A sziget területe körülbelül 5 km². Állandó lakossága nincs; évente, márciustól kezdve több hónapon át víz alatt áll.

## Területi vita
A vitát a gyarmati Németország és az Egyesült Királyság közötti földrajzi érdekszférákat meghatározó, a Német Délnyugat-Afrika és Becsuánaföld közötti határokat megállapító, 1890. július 1-jén aláírt Helgoland–Zanzibár-egyezmény megszövegezésének pontatlansága okozta. Az egyezmény szerint „Németország befolyási övezetének határai Délnyugat-Afrikában a következők szerint alakulnak”:

[...] 2. Keletről az a vonal [határolja], mely a korábban említett pontból indul, és követi a 20. keleti hosszúsági fokot annak a 22. déli szélességi fokkal történő metszéspontjáig. A vonal innen kelet felé követi e szélességi fok irányát annak a 21. keleti hosszúsági fokkal történő metszéspontjáig, észak felé követi ezt a hosszúsági fokot annak a 18. déli szélességi fokkal történő metszéspontjáig, majd végigfut ezen szélességi fok mentén annak a Chobe-folyóval történő kereszteződéséig. Innen lefelé a folyó fő ágának fősodrát követi annak a Zambézibe torkollásáig. Felek egyetértenek abban, hogy jelen egyezmény értelmében Németország számára a Zambézi szabad elérhetőségét kell biztosítani saját protektorátusából egy olyan földsávon keresztül, melynek szélessége egyetlen ponton sem lehet húsz angol mérföldnél kevesebb. Nagy-Britannia érdekszféráját nyugaton és északnyugaton a korábban leírt vonalak határolják, és a befolyási övezetének része a Ngami-tó. [...] 

1890-ben Német-Délnyugat-Afrika megegyezett a jelenlegi Namíbiával; Botswana brit protektorátus volt.
Namibia és Botswana 1996-ban aláírta azt a különmegállapodást, melyben elhatározzák, hogy vitájukat a hágai Nemzetközi Bíróság elé terjesztik. A különmegállapodás értelmében a két ország felkéri a Nemzetközi Bíróságot hogy „az 1890. július 1-jén aláírt brit-német egyezményt alapul véve, valamint a nemzetközi jog szabályai és elvei szerint állapítsa meg a Namíbia és Botswana között a Kasikili/Sedudu sziget környékén húzódó határt és határozza meg a sziget jogi státuszát”.   

### A Nemzetközi Bíróság döntése
Az 1890-es egyezmény szövege szerint Nagy-Britannia és Németország a Chobe-folyó fő ágában állapította meg befolyási övezetének határát. A két ország közötti vita ennek a „fő ágnak” a helyzetére vonatkozóan állt fenn. Botswana álláspontja szerint a fő ág a Kasikili/Sedudu szigettől északra húzódott, Namíbia szerint pedig a szigettől délre. Mivel azonban az 1890-es szerződés nem határozta meg a fő ág fogalmát, magának a Bíróságnak kellett megállapítania a Chobe-folyó sziget körüli fő ágának a helyzetét.    
Ebből a célból a Nemzetközi Bíróság tekintetbe vette a folyóág mélységét és szélességét, a szállított vízmennyiséget, a folyóágy profilját és a csatorna hajózhatóságát. Miután a bíróság figyelembe vette a felek által benyújtott adatokat valamint a partról különböző időszakokban végzett felméréseket, úgy határozott, hogy a Kasikili/Sedudu sziget környékén a Chobe-folyó északi ága tekintendő a folyó fő ágának. 
A bíróság kijelentette, hogy a térképészeti anyagokból nem tudott következtetéseket levonni, mivel a felek szándékát  az 1890-es egyezmény idején hivatalosan tükröző térkép nem állt rendelkezésre, továbbá a Botswana és Namíbia által benyújtott térképek bizonytalanok és egymásnak ellentmondóak voltak.
A bíróság fontolóra vette Namíbia alternatív érvét is, mely szerint neki (és elődjeinek) előjoga volt a Kasikili/Sedudu szigetre a század eleje óta a sziget felett gyakorolt szuverén hatáskör folytán, melynek Botswana (és elődjei) teljes tudatában volt és elfogadta azt. A bíróság úgy találta, hogy bár a Caprivi-sávon élő masubiák valóban hosszú éveken át használták a szigetet, csak időszakosan, egyes évszakokban éltek ott, és kizárólag mezőgazdasági tevékenységet folytattak, de az nem nyert bizonyítást, hogy el is foglalták volna a szigetet, és állami jogokat gyakoroltak volna ott a caprivi hatóság nevében. Emiatt a bíróság elutasította ezt az érvet.
Miután a bíróság arra a következtetésre jutott, hogy a Botswana és Namíbia közötti határ a Kasikili/Sedudu sziget környékén a Chobe-folyó északi ágában a legmélyebb csatornában húzódik, emlékeztetett arra, hogy egy 1992 májusában aláírt megállapodás, a Kasane Communiqué értelmében a két ország vállalta, hogy akadálytalan hajózást biztosítanak egymás állampolgárai és hajói számára a szigetet körülvevő csatornákban.

## Fordítás
- Ez a szócikk részben vagy egészben  a   Kasikili című angol Wikipédia-szócikk ezen változatának fordításán alapul.  Az eredeti cikk szerkesztőit annak laptörténete sorolja fel. Ez a jelzés csupán a megfogalmazás eredetét és a szerzői jogokat jelzi, nem szolgál a cikkben szereplő információk forrásmegjelöléseként.